# Giustino (Händel)
Giustino oder Justin (HWV 37) ist eine Oper (Dramma per musica) in drei Akten von Georg Friedrich Händel und neben Arminio und Berenice eine der drei Opern, die Händel innerhalb eines halben Jahres für die Saison 1736/37 komponierte.

## Entstehung
Die Daily Post berichtete kurz nachdem Händel die Spielzeit mit der achten Aufführung der Atalanta wenige Tage zuvor beendet hatte:

“We hear that several Persons have been sent to Italy from the two Theatres, to engage some additional Voices, for the carrying on of Operas for the ensuing Season, and that Sig. Dominichino, one of the best Singers now in Italy, is engaged by Mr. Handel, and is expected over in a short time.”

„Dem Vernehmen nach haben die beiden Opernhäuser verschiedene Personen nach Italien geschickt, um für die nächste Saison noch einige Stimmen zu suchen, und Signor Dominichino, einer der besten jetzigen italienischen Sänger, soll von Herrn Händel engagiert worden sein und in kurzer Zeit hier erwartet werden.“

Der genannte Sänger kam dann im Oktober von Dresden nach England und ließ sich, wie es üblich war, vor seinem ersten Auftreten zuerst bei Hofe hören:

“On Tuesday last Signor Dominico Annibali, the celebrated Italian Singer lately arriv'd from Dresden, to perform in Mr. Handel's Opera in Coven-Garden, was sent for to Kensington, and had the Honour to sing several Songs before her Majesty and the Princesses, who express’d the highest Satisfaction at his Performance.”

„Letzten Dienstag [5. Oktober] wurde der gefeierte italienische Sänger Domenico Annibali,  kürzlich von Dresden hier angekommen, um in Händels Coventgarden-Oper aufzutreten, nach Kensington geschickt, wo er die Ehre hatte, der Königin und den Prinzessinnen verschiedene Gesänge vorzutragen, welche über diese Darbietung höchst zufrieden waren.“

Dass dies keine einseitige Parteinahme für Händel war, erhellt eine andere Zeitungsnachricht, nach welcher die drei von der gegnerischen „Opera of the Nobility“ engagierten Damen bei Hofe dieselbe beifällige Aufnahme fanden:

“Signora Merighi, Signora Chimenti, and The Francesina (Three Singer lately come from Italy, for the Royal Academy of Musick) had the Honour to sing before her Majesty, the Duke, and Princesses, at Kensington, on Monday Night last, and met with a most gracious Reception, and her Majesty was pleased to approve their several Performances: after which, The Francesina, performed several Dances to the entire Satisfaction of the Court.”

„Signora Merighi [Antonia Margherita Merighi], Signora Chimenti [Margherita Chimenti, genannt „La Droghierina“] und die Francesina [Elisabeth Duparc, genannt „La Francesina“], drei Sängerinnen, welche kürzlich für die königliche Musikakademie von Italien gekommen waren, hatten letzten Montagabend die Ehre, in Kensington vor der Königin, dem Herzog und den Prinzessinnen zu singen, und fanden eine höchst gnädige Aufnahme; Ihre Majestät geruhte, ihren Vorträgen Beifall zu schenken, und zum Schlusse machte die Francesina mit ihren Tänzen dem Hofe ein großes Vergnügen.“

Maria Strada war den Sommer über bei der inzwischen nach Holland verheirateten Prinzessin Anna gewesen. Am 4. Oktober kehrte sie zurück:

“Last Night the famous Signora Strada arriv’d from Holland, who is come on purpose to sing next Thursday in a Concert of Musick at the Swan Tavern in Exchange-Alley.”

„Gestern Abend kam die berühmte Signora Strada von Holland an, und zwar zunächst zu dem Zweck, um am folgenden Donnerstag im Gasthaus Zum Schwan in der Börsenallee zu singen.“

Händel begann am 14. August 1736 mit der Komposition des Giustino und hatte den Entwurf am 7. September fertig. Doch vor dem „Ausfüllen“ der Partitur, was bei ihm bedeutete, die fertig skizzierten „Rand“-Stimmen (also Diskant und Bass) um die Mittelstimmen zu ergänzen, legte er diese aus der Hand und wandte sich einem neuen Werk zu: Arminio. Als er dessen Partitur fertig gestellt hatte, nahm er den Giustino wieder zur Hand und beendete diesen am 20. Oktober. Seine Notizen im Autograph lauten: „Agost 14 | 1736“ (am Beginn) – „Fine del Atto 1 Agost 29. 1736.“ – „Fine dell Atto 2. Sept 3. 1736.“ – „Fine dell' Opera G.F. Handel. London 7. Septembr 1736; u. von den 15. Oct. biß den | 20. 1736. ausgefüllet.“
Händel ging die neue Spielzeit mit derselben Strategie an, die er bereits zwei Jahre zuvor angewendet hatte: Wiederaufnahmen vor Weihnachten und neue Werke im neuen Jahr. Doch wie Benjamin Victor in einem Brief an den Geiger Matthew Dubourg in Dublin erwähnte, standen die Zeichen schlecht für ihn:

“The two opera houses are, neither of them, in a successful way; and it is the confirmed opinion that this winter will compleat your friend Handel’s destruction, as far as the loss of his money can destroy him.”

„Keines von den beiden Opernhäusern ist auf einem erfolgreichen Weg und es herrscht allgemein die Überzeugung, dass dieser Winter Eurem Freund Händel den endgültigen Untergang bringen wird, falls finanzielle Verluste für ihn den Untergang bedeuten.“

Am Covent Garden Theatre hoffte man, die festliche Stimmung nach der Hochzeit des Thronfolgers Friedrich Ludwig von Hannover mit Prinzessin Augusta von Sachsen-Gotha-Altenburg nicht nur durch die vom Prinzen angeordnete Wiederaufnahme von Atalanta, sondern auch durch entsprechende Dekorationen anderer Opern aufrechtzuerhalten. Über Alcina beispielsweise, mit der Händel am 6. November die Spielzeit eröffnete, wird berichtet:

“The Box in which their Royal Highnesses sat, was of white Satin, beautifully Ornamented with Festons of Flowers in their proper Colours, and in Front was a flaming Heart, between two Hymeneal Torches, whose different Flames terminated in one Point, and were surmounted with a Label, on which were wrote, in Letters of Gold, these Words, MUTUUS ARDOR.”

„Die Loge, in der die Majestäten saßen, war mit weißer Seide ausgeschlagen, wunderbar geschmückt mit Blumengirlanden in ihren natürlichen Farben, und vorne befand sich ein flammendes Herz zwischen zwei Hochzeitsfackeln, deren Flammen an einem Endpunkt zusammentrafen. Umgeben waren sie von einer Inschrift in Goldbuchstaben; diese lautete: MUTUUS ARDOR. [Gemeinsame Leidenschaft.]“

Um uns einen Einblick in die Lage der Konkurrenz, die ihre Spielzeit zwei Wochen nach Händel eröffnete, und in Händels Zukunftspläne zu verschaffen, halten wir uns an einen Brief, den Mrs. Pendarves, Händels Nachbarin in der Brook Street und seine lebenslange Verehrerin, am 27. November an ihre Schwester schrieb:

“Bunny came from the Haymarket Opera, and supped with me comfortably. They have Farinelli, Merighi, with no sound in her voice, but thundering action – a beauty with no other merit; and one Chimenti, a tolerable good woman with a pretty voice and Montagnana, who roars as usuall With this band of singers and dull Italian operas, such as you almost fall asleep at, they presume to rival Handel – who has Strada, that sings better than ever she did; Gizziello, who is much improved since last year; and Annibali who has the best part of Senesino’s voice und Caristini’s, with a prodigious fine taste and good actionl […] Mr. Handel has two new operas ready – Erminius and Justino. He was here two or three mornings ago and played to me both the overtures, which are charming.”

„Bunny [Bernard Granville: ihr Bruder] kam aus der Oper am Haymarket und speiste gemütlich mit mir. Sie haben Farinelli, Merighi, die überhaupt keine Stimme hat und eine polternde Schauspielerin ist – eine Schönheit ohne jeden anderen Vorzug; und eine gewisse Chimenti, eine Frau von annehmbarem Können und mit einer hübschen Stimme; und Montagnana, der so brüllt wie immer. Mit dieser Sängertruppe und ihren langweiligen italienischen Opern wollen sie mit Händel wetteifern, der doch die Strada hat, die besser singt als je zuvor, und Gizziello, der sich seit dem letzten Jahr stark verbessert hat; und Annibali, dessen Stimme der Senesinos nahekommt; und Caristini mit seinem erstaunlich guten Geschmack und seinem schauspielerischen Können! [...] Händel hat zwei neue Opern vorbereitet – Arminio und Giustino. Vor zwei oder drei Tagen war er hier und spielte mir beide Ouvertüren vor; sie sind zauberhaft.“

Am 20. November wurde die Hochzeitsoper Atalanta wieder aufgenommen und am Ende der Aufführung gab es zu Ehren der anwesenden königlichen Hoheiten “several fine devices in fire-works” („einige schöne Feuerwerke“). Auch dem am 8. Dezember folgenden Poro schenkte das Kronprinzen-Paar seine Teilnahme.
Mitte Dezember fing Händel mit der Komposition von Berenice an. Nachdem er dann im Januar den Arminio herausbrachte, folgte die Uraufführung des Giustino am 16. Februar 1737 im Covent Garden Theatre.
Besetzung der Uraufführung
- Giustino – Domenico Annibali (Altkastrat)
- Anastasio – Gioacchino Conti, genannt „Gizziello“ (Soprankastrat)
- Arianna – Anna Maria Strada del Pó (Sopran)
- Leocasta – Francesca Bertolli (Alt)
- Amanzio – Maria Caterina Negri (Alt)
- Vitaliano – John Beard (Tenor)
- Polidarte – Henry Theodore Reinhold (Bass)
- La Fortuna – William Savage (Knabensopran)

## Libretto
Der Stoff für den Operntext basiert auf einer Dichtung von Nicolò Beregan. Diese erzählt frei von historischen Persönlichkeiten des byzantinischen Reiches: Kaiser Anastasios I. und seinem Nachfolger Justin I. Giovanni Legrenzi vertonte Beregans Libretto für die erste Aufführung seines Giustino in Venedig im Jahre 1683. Giustino geriet dann zu einem der beliebtesten Opernsujets seiner Zeit und gab den Anstoß für zahlreiche weitere Kompositionen und Bearbeitungen. Bis 1697 wurde die Oper Legrenzis an acht weiteren Orten Italiens gespielt. Weitere Bearbeitungen oder Neukompositionen entstanden durch Alessandro Scarlatti (Neapel, 1684), Luigi Mancia (Rom, 1695), Johann Christian Schieferdecker (Leipzig, 1700 und Hamburg, 1706) sowie Domenico Scarlatti (Neapel, 1703). 1711 erschien in Bologna eine von Pietro Pariati bearbeitete Fassung in fünf Akten mit Musik von Tomaso Albinoni. Antonio Vivaldi ließ den Text für seine eigene Giustino-Vertonung in Rom 1724 wieder auf drei Akte umschreiben. Das von Händel benutzte Libretto wurde von einem unbekannten Bearbeiter (oder von ihm selbst?) auf der Basis dieses Vivaldischen Textes erstellt. In dieser Version verzichtete Händel zwar auf den Diener Brillo, und, was dramaturgisch schwerer wiegt, auch auf Andronico; den Untieren, Geister- und Göttererscheinungen widmete er aber, der gängigen Opernästhetik zum Trotz, die das Übersinnliche aus den Libretti verbannt hatte, hingebungsvolle Aufmerksamkeit. Mit Rücksicht auf den Londoner Publikumsgeschmack, strich Händel auch noch die 1175 Rezitativzeilen auf 350 zusammen: zu viele, um dramatische Zusammenhänge nicht verloren gehen zu lassen und Handlungsmotivationen zu erkennen.
Es fällt schwer, Händels Oper Giustino innerhalb des dramatischen Genres richtig einzuordnen. Man könnte in diesem Werk eine Gattung sehen, welche Polonius im Hamlet als „tragisch-komisch-historisch-pastoral“ beschreibt. Trotz der an ein Comic-Abenteuer erinnernden Handlung bietet diese Oper Unterhaltung im besten Sinn. Das Libretto regte Händel zu Themen an, die er in einigen späteren, stärker konventionell zugeschnittenen Musikdramen eingehender behandeln sollte. Dagegen verfügt Giustino über eine ansteckende Lebendigkeit.
Wie Giustino vom zeitgenössischen Publikum aufgenommen wurde, ist nicht überliefert, lediglich der Earl of Shaftesbury notierte 1760, dass Händel in dieser Spielzeit keinen Erfolg hatte. Die Oper wurde bereits nach neun Vorstellungen nach dem 8. Juni 1737 vom Spielplan abgesetzt. Händel hatte aber nicht alle Vorstellungen geleitet:
Mitte April, mitten in der Aufführungsserie, erlitt er als Folge seiner körperlichen und geistigen Anspannungen einen katastrophalen Zusammenbruch: Schlaganfall! Er wollte in diesen Tagen das von ihm zusammengestellte und bearbeitete Pasticcio Didone abbandonata nach Pietro Metastasios gleichnamigen Erstlingswerk mit Musik von Leonardo Vinci, Johann Adolf Hasse, Geminiano Giacomelli und Antonio Vivaldi leiten, doch durch die eingetretene Lähmung seines rechten Arms und der geistigen Trübungen musste wohl möglicherweise Händels zweiter Cembalist Johann Christoph Schmidt jun. die Abendleitung übernehmen.
Zu diesem Zeitpunkt war völlig unklar, ob dieser Schicksalsschlag seine Tätigkeit als Komponist und Dirigent nicht für immer beenden würde. Seine Freunde und Anhänger jedenfalls waren sich keineswegs sicher, wie der Gelehrte James Harris an seinen Vetter, den Earl of Shaftesbury schrieb:

“Yr Lordp’s information concerning Mr Handel’s Disorder was ye first I received – I can assure Yr Lordp it gave me no Small Concern – when ye Fate of Harmony depends upon a Single Life, the Lovers of Harmony may be well allowed to be Sollicitous. I heartily regrett ye thought of losing any of ye executive part of his meritt, but this I can gladly compound for, when we are assured of the Inventive, for tis this which properly constitutes ye Artist, & Separates Him from ye Multitude.  It is certainly an Evidence of great Strength of Constitution to be so Soon getting rid of So great a Shock.  A weaker Body would perhaps have hardly born ye Violence of Medicines, wch operate So quickly.”

„Die Nachricht Eurer Lordschaft bezüglich Händels Krankheit war die erste, die mich erreichte – Ich kann Euch versichern, dass es mir große Sorge bereitet. Wenn das Schicksal der Harmonie von einem einzigen Leben abhängt, muss man den Freunden der Harmonie die Aufregung verzeihen. Ich empfinde es als tiefsten Verlust, wenn wir ihn als ausführenden Musiker verlieren, doch ich kann mich leicht damit abfinden, solange uns seine Erfindungsgabe erhalten bleibt, denn sie ist es, die den Künstler eigentlich ausmacht und ihn aus der Masse hervorhebt. Sicherlich ist es ein Zeichen großer Kraft und Ausdauer, dass er so einen so schweren Schlag so schnell überwunden hat. Ein schwächerer Körper hätte schwerlich die starken Medikamente verkraftet, die so rasche Wirkung zeigen.“

Offenbar hatte er also noch nennenswerte Kraftreserven, die er mit seinem eisernen Willen mobilisieren konnte, und so konnte die Daily Post am 30. April, also zweieinhalb Wochen nach dem Schlaganfall, melden:

“Mr. Handel, who has been some time indisposed with the rheumatism, is in so fair a way of recovery, that it is hoped he will be able to accompany the opera of Justin on Wednesday next, the 4th of May; at which time we hear their Majesties will honour that opera with their presence.”

„Herr Händel, welcher seit einiger Zeit an Rheumatismus litt, ist auf einem guten Wege der Besserung, sodass man hoffen kann, er werde im Stande sein, nächsten Mittwoch, den 4. Mai, die Oper Giustino zu leiten. Dem Vernehmen nach werden Ihre Majestäten diese Opernaufführung mit ihrer Gegenwart beehren.“

Es ist unwahrscheinlich, dass sich diese Hoffnung erfüllte und Händel schon Anfang Mai wieder die Aufführungen leitete.
Giustino wurde lediglich in Braunschweig im August 1741 unter dem Titel Justinus noch einmal in einer deutschen Textfassung von Christian Ernst Simonetti und einer musikalischen Bearbeitung sowie unter der Leitung von Georg Caspar Schürmann aufgeführt. Während die Arien in der italienischen Originalfassung gesungen wurden, komponierte Schürmann für diese Aufführungen die Rezitative und Chöre auf den deutschen Text von Simonetti neu.
Die erstmalige Wiederaufführung der Oper in der Neuzeit fand in einer gekürzten Fassung im Jahre 1963 für Schülerinnen im „Our Lady’s Convent“ in Abingdon (Großbritannien) statt, dieselbe Produktion, dann vollständiger, am 21. April 1967 im Unicorn Theatre Club Abingdon in einer englischen Textfassung von Alan Kitching. Die musikalische Leitung hatte Frances Kitching.
Die erste Wiederaufführung des Stückes in Originalsprache und historischer Aufführungspraxis sah man in San Francisco (Herbst Theatre) am 27. Juni 1999 mit dem Philharmonia Baroque Orchestra unter der Leitung von Nicholas McGegan.

## Handlung

### Historischer und literarischer Hintergrund

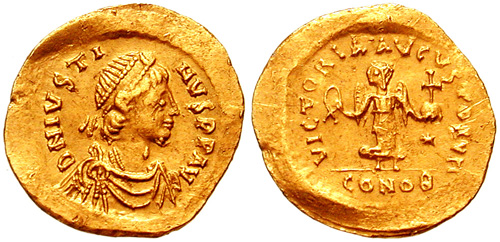
Tremissis des Justin I.

Als Kaiser Leo I. im Jahre 457 in sein mächtiges Amt gewählt wurde, war er zu schwach, um den inneren und äußeren Frieden seines großen Landes zu sichern. Deshalb schloss er ein Bündnis mit den Isaurern, die von einem wilden Nomadenvolk zu einer bedeutenden Kriegsmacht emporgekommen waren. Der Kaiser zog einen Großen jener Nation namens Tarasicodissa an seinen Hof, überhäufte ihn mit Ehren, verlieh ihm das Kommando über die Truppen und vermählte ihn mit seiner Tochter Ariadne. Dieser Günstling hatte seinen früheren barbarischen Namen gegen den wohlklingenderen Zeno eingetauscht. Diese Ehrung verärgerte den einflussreichen Römer Aspar. Aus Furcht vor der Ermordung durch Aspar floh Zeno nach Antiochien. Da versprach Leo dem Aspar seine jüngste Tochter Leontia zur Frau und ernannte ihn zum Caesar und zu seinem Nachfolger. Damit war das Volk nicht einverstanden. Aspar musste fliehen und wurde von Leo ermordet. Zeno beschützte den Kaiser vor der Unzufriedenheit des Volkes und besiegte die einfallenden Barbaren. Die Absicht des Kaisers, nun Zeno zu seinem Nachfolger zu bestimmen, scheiterte am empörten Widerstand des Volkes. Die ehrgeizige und listige Tochter Ariadne bewog ihren Vater, ihren vierjährigen Sohn dem Namen nach zum Kaiser zu ernennen. Die Menge jubelte befriedigt dem Kind zu.
Leo starb kurz darauf (474), und der Enkel, Leo II., war neuer Kaiser. Ariadne, in Sorge, dass ihr die Macht während der Unmündigkeit des Kindes entgehe, setzte den jungen Leo auf einen Thron, und als sich Zeno, ihm zu huldigen, nahte, zierte Leo seinen Vater mit einem Diadem und rief ihn mit auswendig gelernten Worten stammelnd zum Augustus und Mitkaiser aus. Das war des jungen Leos erste und einzige Regentenhandlung, bald nachdem verschwand der arme Knabe, wahrscheinlich wurde er vergiftet.
Zeno, Kaiser ab 474, feige, eitel, heuchlerisch und rachsüchtig, lag stets mit seinen gemeinen Gesinnungen im Kampf gegen die Furcht, seine Kaiser-Würde zu verlieren, da ihn das Volk und die Eliten wegen der fragwürdigen Legitimität seiner Herrschaft nicht akzeptierten. Er herrschte jedoch 16 Jahre lang. Zwischendurch wurde er von seiner Schwiegermutter Verina gestürzt, die ihrem Liebhaber Patricius die Krone verschaffen wollte. Stattdessen aber bemächtigte sich ihr Bruder Basiliskos des Thrones und ließ Patricius hinrichten. Zeno nutzte die Unruhen und den Widerstand des Volkes gegen die Grausamkeit und Habgier des Basiliskos aus und eroberte sich seinen Thron zurück. Er versprach Basiliskos zunächst das Leben, ließ ihn und dessen Familie nach dem Todesurteil aber in eine Grube werfen, wo dieser verhungerte und erfror.
Zeno starb 491. Geschichtsschreiber erzählen, dass er während einer am Hofe so häufigen Orgie von einem epileptischen Übel ergriffen und für tot gehalten worden sein solle. Ariadne konnte nicht schnell genug die Beerdigung betreiben und stellte in ihrer ehelichen Zärtlichkeit Wachen vor das Grab, damit sich niemand demselben nähere und das Geschrei des zum Leben erwachten Zeno höre.
Kaum hatte der 65-jährige Zeno die Augen geschlossen, als seine Witwe den Anastasios vom Senat zum Kaiser ausrufen ließ. Anastasios war von geringem Stande und hatte sich in keiner Weise ausgezeichnet. Der Grundzug seines Charakters war Heuchelei, und listig hatte er sich in die Gunst Ariadnes eingeschlichen. Früher von großer männlicher Schönheit war er nun mit 60 Jahren weiß und kahl geworden, nur durch seine Augen auffallend, von denen das eine blau, das andere aber schwarz war. Er trug eine große Frömmigkeit zur Schau, verteilte pharisäisch Almosen mit vollen Händen und täuschte so die Menge. 40 Tage nach dem rätselhaften Tod Zenos vermählte sich Ariadne mit dem neuen Kaiser. Seine Neffen stiegen zu hohen Würden empor.
Flavius Longinus, der Bruder Zenos, verwand die Zurücksetzung nicht. Er verbündete sich mit der isaurischen Partei und verwickelte das Land in einen sechsjährigen Bürgerkrieg, der mit einem Sieg Anastasios’ endete. Longin starb unter Qualen. In diesem Krieg zeichnete sich Justin aus. Kriege gegen die Bulgaren und die Sarazenen und vor allem gegen die Perser, Heuschreckennot, Erdbeben, Hungersnöte und Krankheiten begleiteten die Regierungszeit des Anastasios. Volksaufstände, Unruhen und ein grässlicher Aufruhr in Konstantinopel, bei dem die von der Schmeichelei errichteten Statuen des Anastasios zertrümmert wurden, waren die unmittelbare Folge.
Ariadne starb 515, Kaiserstochter, Frau zweier Kaiser, verarmt, nicht beweint. Drei Jahre später folgte ihr Anastasios ins Grab.
Nach dem Tod des greisen Kaisers beriet sich das Heer wegen der Ernennung eines Nachfolgers. Ein Eunuch namens Amantius, von großem Einfluss bei Hofe, suchte die Wahl eines ihm ergebenen Mannes durchzusetzen. Er wandte sich deshalb an einen der Offiziere der Leibwache, jenen Justin, und gab ihm Geld, die Truppen zu bestechen. Doch dieser gewann damit die Soldaten für sich selbst, die ihn zum Kaiser ausriefen.
Mit seinen beiden Brüdern war Justin als armer Bauernsohn vor vielen Jahren aus der Gegend von Sardica zu Fuße nach Konstantinopel gewandert, um hier sein Glück zu versuchen. Die drei Brüder waren von jugendlicher kräftiger Gestalt; sie wurden in die kaiserliche Garde aufgenommen und zeichneten sich in jedem der damaligen Kriege aus.
Als Justin zum Kaiser erhoben wurde, war er 68 Jahre alt. Er konnte weder lesen noch schreiben. Die neunjährige Regierung Justins war nicht durch Kriege oder blutige Empörungen gekennzeichnet. Er suchte Frieden mit den Nachbarn. Er hatte sich in frühester Zeit mit einer Sklavin, Lupicinia, vermählt, die sich als Kaiserin Euphemia nannte und auf dem Thron ihre Unwissenheit und rohen Sitten beibehielt, sich aber öfters durch klugen Rat auszeichnete.
Die Ehe war kinderlos und der Neffe Justinian wurde von dem fast 80-jährigen Kaiser als Nachfolger für zu jung gehalten. Kurz vor seinem Tode adoptierte Justin ihn aber dennoch zum Thronfolger. Justinian war auch in der Zeit der Regierung seines Onkels nicht ohne Einfluss. Auf seinen Rat wurden der Eunuch Amantius und ein anderer Günstling, Vitalianus, hingerichtet. Als er 527, 45-jährig, Kaiser wurde, begann eine Epoche des Glanzes und des Ruhmes für das von ihm autoritär beherrschte oströmische Reich mit der Hauptstadt Konstantinopel.

### Erster Akt

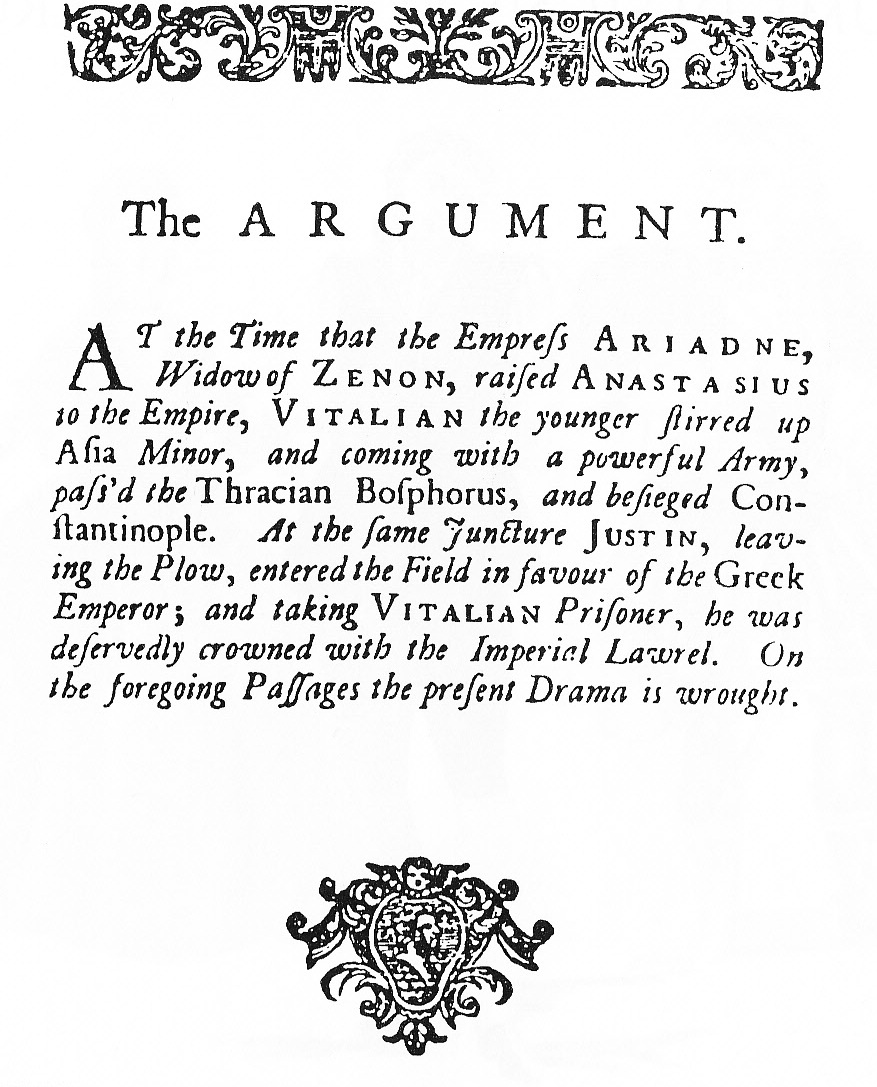
Vorrede zum Textbuch in englischer Sprache, Thomas Wood, 1737

Die Verhältnisse waren unsicher im Byzantinischen Reich. Aber nun wird Anastasio zum Kaiser gekrönt, man erwartet ein „Goldenes Zeitalter“. Aber das scheinbare Glück ist kurz. Der kleinasiatische Tyrann Vitaliano steht mit seinem Heer vor der Stadt, und der Offizier Polidarte fordert des Kaisers Gattin Arianna für das Bett des wilden und verliebten Eroberers als Preis für den Frieden. Natürlich weist Anastasio die dreiste Forderung zurück und zieht, obwohl er nicht darauf vorbereitet ist, sofort in die Schlacht. In Liebe und Treue folgt ihm ohne sein Wissen die Ehefrau Arianna. Doch der Feldherr Amanzio ist ihr ein gefährlicher Begleiter. Er will selbst auf den Thron und beschließt, dazu alle geeigneten Mittel anzuwenden. Denn der Zweck, meint er, heilige die Mittel.
Der Bauer Giustino erträumt sich die Göttin Fortuna und lässt sich Ehre und Ruhm, Schätze und Herrscherkrone versprechen, wenn er, die heimische Scholle verlassend, als „Held“ in die große Welt zieht. Als Held befreit er zunächst eine junge Frau aus den grausamen Tatzen eines wilden Bären. Das Glück ist ihm hold. Die Frau ist hübsch und die Schwester des Kaisers. So kommt Giustino an den Hof des Anastasio und in den Besitz der Liebe der schönen Leocasta.
In ihrem Gemach fordert Arianna Amanzio auf, ihr zu helfen, ihrem Gatten in den Kampf zu folgen. Amanzio überlegt sich unterdessen, durch eine List auf den Thron zu gelangen.
Anastasio macht Giustino zu seinem Ritter und befiehlt ihm, Arianna zu befreien, die bei einem nächtlichen Angriff auf Vitalianos Heer in die Hände der Feinde gefallen ist.
In Vitalianos Heerlager wird Arianna dem Vitaliano vorgeführt. Er bittet sie nun direkt, seine Frau zu werden, aber sie schwört ihre Treue. Darauf befiehlt er Polidarte, sie einem Untier zum Fraße vorzuwerfen.

### Zweiter Akt
Vitaliano verschläft den Kampf seiner Männer um Konstantinopel. Polidarte bringt ihm die kaiserliche Gattin als Siegespreis. Arianna widersteht allen Forderungen und Bitten des fremden beeindruckenden Mannes und bleibt dem kaiserlichen Anastasio treu. So wird sie auf einer einsamen Insel einer wilden Bestie zum Fraß vorgeworfen.
Das Schiff des Anastasio kentert im Sturm. Mit Giustino kann sich der Kaiser auf die einsame Insel retten, und Giustino bekommt Gelegenheit zu einer neuen Heldentat: Die unglückselige Arianna erwartet hier an einen Felsen gefesselt verzweifelt ihr Schicksal – das fünfköpfige Seeungeheuer. Doch Giustino tötet das Untier und rettet nun auch die Kaiserin.
Amanzio erreicht mit finsteren Absichten auf eigenem Schiff die einsame Insel, findet das glückliche Ergebnis der unerwarteten Heldentat Giustinos und befördert die kaiserliche Familie in die Stadt. Der Held Giustino wird in seine Grenzen verwiesen.
Anastasio feiert sich als Sieger. Giustino krönt sein Heldentum mit einer neuen Tat: er bringt den wilden Gegner Vitaliano als Gefangenen. Erst jetzt ist der Sieg wirklich errungen. Giustino hält sich für unwiderstehlich und zieht das Schwert, um den Rest der Feinde zu zerstreuen. Amanzio gibt vor, um den Bestand der Ordnung besorgt zu sein: ein Bauer kann nicht Sieger sein.
Als Arianna den schrecklichen Vitaliano unter dem Spott des kaiserlichen Hofes in Ketten vorgeführt bekommt, begreift sie bestürzt, dass der Mann wegen seiner Liebe zu ihr sterben soll.
Vitaliano wird von seinen Anhängern befreit. Er wird Anastasio erneut überfallen.

### Dritter Akt
Arianna schenkt dem Sieger Giustino den kostbaren Gürtel des Vitaliano, den sie von Anastasio erhielt. Das ist für den Kaiser der Beweis für Verrat und Untreue. Giustino wird entwaffnet und zum Tode verurteilt. Arianna wird des kaiserlichen Lagers und des Thrones verwiesen. Anastasio demonstriert den Schmerz des Enttäuschten.
Arianna ist im tiefsten Herzen verwundet. Leocasta handelt für ihre Liebe. Sie befreit Giustino und verliert ihn, denn Giustino muss fliehen. Amanzio verbucht den Erfolg seiner Intrige: Der Weg zum Thron ist frei.
Giustino ist im Unglück. Als Flüchtling ist er weit entfernt von den versprochenen Schätzen und Kronen. Vitaliano findet ihn schlafend und will ihn töten, da öffnet sich der Berg und die Stimme aus dem Berg fordert eine gute Lösung: Giustino und Vitaliano seien Brüder. Beide ziehen nach Konstantinopel, denn „wenn die kranke Welt genesen soll, braucht sie edle Männer“. Dort kommen sie gerade rechtzeitig an, um Anastasio vor dem Tode zu bewahren, zu dem der Thronräuber Amanzio ihn führt. Giustino schafft Ordnung im Reich und setzt Anastasio wieder auf den Thron. Anastasio versöhnt sich mit Arianna, erhebt Giustino zum Nebenkaiser, und alle feiern beglückt den nunmehr hergestellten Frieden und die einträchtige Harmonie, in der jeder sein persönliches Glück findet.

## Musik
Händel komponierte Giustino gleichzeitig mit Arminio, einer Oper, in dem ein germanischer Prinz den heranrückenden Römern eine Niederlage bereitet. Mit diesem Thema fand er Anklang beim Haus Hannover, das sich als Verteidiger des protestantischen Glaubens gegen die willkürlichen Übergriffe des katholischen Frankreichs verstand. Giustino hingegen ist eine Art barocker Dick Whittington: er gelangt nicht aufgrund erblicher Rechte zu höchster Macht, sondern wegen seiner charakterlichen Tugenden. Zwar erfährt Giustino im Laufe des Geschehens von seiner adligen Abstammung, doch Händel tut diesen Umstand auf eine halb-komische Art ab. Er will sein Publikum nicht mit dieser Einzelheit aus Giustinos Leben beeindrucken, sondern dadurch, dass er am Ende deswegen Kaiser wird, weil er der richtige Mann dafür ist. In ähnlicher Weise gelangten nämlich die Hannoveraner – wenn auch adligen Geblüts – nicht durch Erbfolge auf den britischen Thron, sondern weil sie vom Parlament anstelle der Stuarts gewählt wurden: Die protestantische Nachfolge machte sie zu den Richtigen für dieses Amt. Sie garantierten ein Leben in Frieden und den Schutz des Handels, der ihren britischen Untertanen ein neues goldenes Zeitalter bescheren sollte.

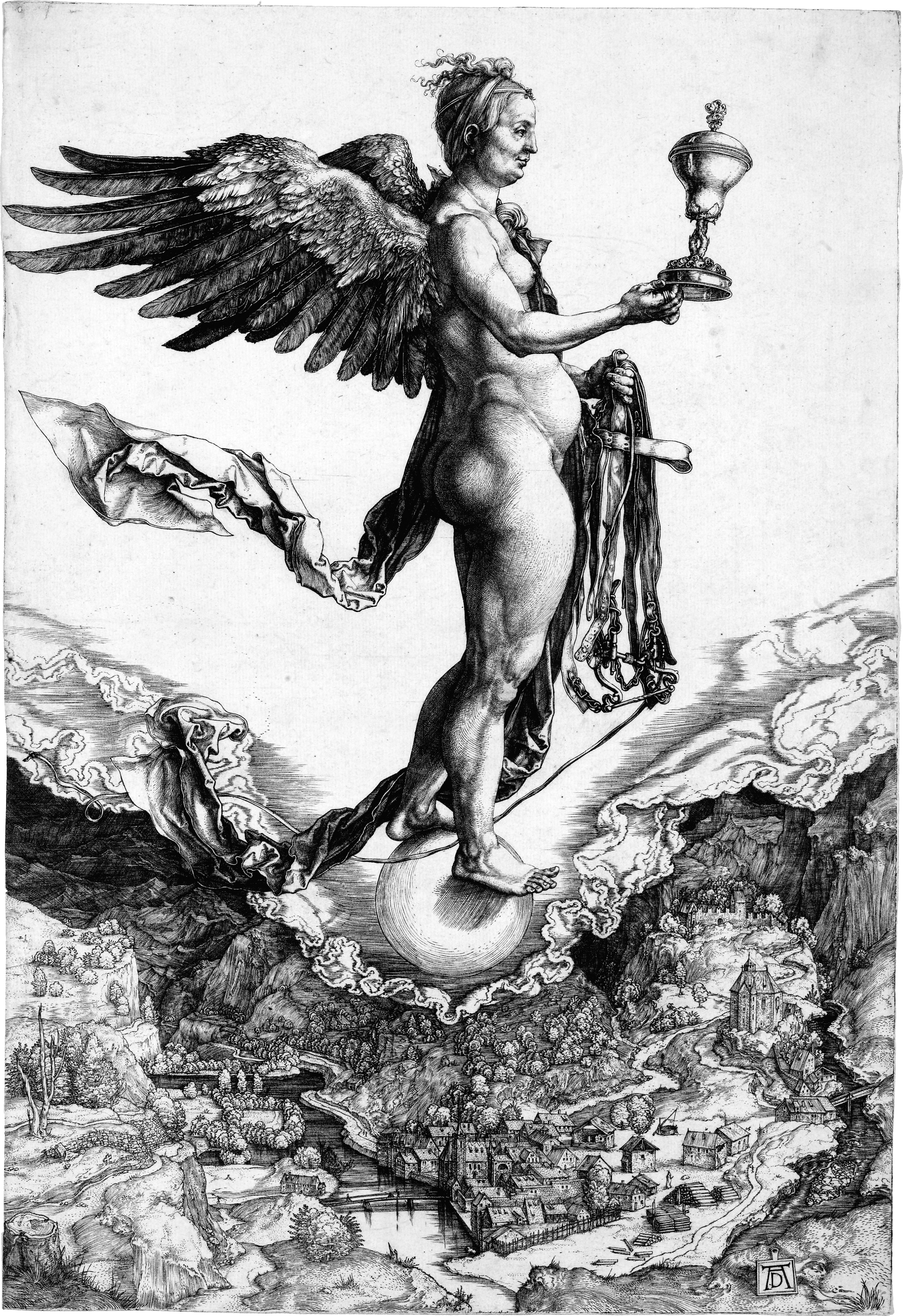
Fortuna, Albrecht Dürer, ca. 1502

Während der Arbeit an Giustino wurden etliche Änderungen vorgenommen. In Händels Autograph ist die Partie des Amanzio teils im Alt-, teils im Bassschlüssel notiert. Wie schon die Partie des Tullio im Arminio übertrug Händel die Rolle der Altistin Maria Caterina Negri, da ihm außer Henry Reinhold kein weiterer Bassist zur Verfügung stand. Die Negri hatte schon in Ariodante als Polinesso einen ähnlich gerissenen Schurken dargestellt. Im ersten Akt erweiterte er das Vivaldi-Libretto um einen Auftritt Amanzios, in dem dieser seinen Verrat bekanntgeben konnte. Auch der Schluss des zweiten Aktes lautete im Autograph völlig anders: Auf die Szene zwischen Ariadne und Vitaliano folgte das Gespräch zwischen Amanzio und Anastasio; diese Szene schloss mit der Arie des Kaisers. Der dritte Akt begann mit einer Sinfonia (Allegro), welche die Flucht Vitalianos aus dem Gefängnisturm schildert; es folgen Vitalianos Rezitativ und Rachearie. Warum diese Szene gestrichen wurde, lässt sich schwer ausmachen, denn ein Bühnenbild mit Turm, das man auch im letzten Akt von Berenice brauchte, war vorhanden.

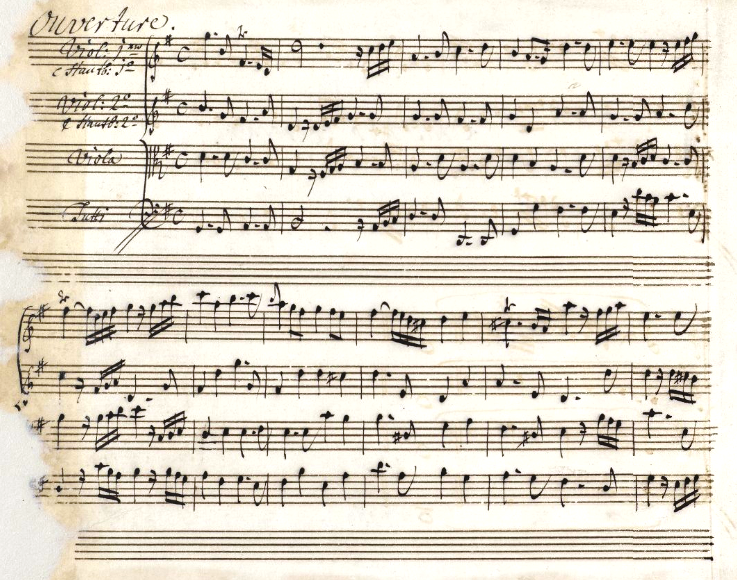
Beginn der Ouverture in Händels Direktionspartitur (Staats- und Universitätsbibliothek Hamburg, M A/1020)

Besondere Sorgfalt verwandte Händel auf Giustinos ersten Auftritt, als ihm Fortuna mit dem Rad erscheint und Leocasta ihn anschließend zum kaiserlichen Hof nach Konstantinopel bringt. Die Arie der Leocasta Nacque al bosco (Nr. 11) (die eine der wichtigsten Lehren der Fabel enthält) versah Händel in seiner zweiten Fassung mit einer fließenderen Melodie und fülligerer Orchestrierung. Giustinos Arie unmittelbar vor der Errettung des Kaisers (im letzten Akt) Sollevar il mondo opresso (Nr. 38) wurde umtextiert; in ihr äußert er seinen Wunsch, „der bedrückten Welt zu helfen.“ Selbst in der Ouvertüre scheint Fortuna ihr Rad bis in die letzten Takte zu drehen. Wenn im ersten Akt die verwitwete Arianna Anastasio zu ihrem Gefährten wählt, wird er hoch auf Fortunas Rad gehoben. Später im Verlauf dieses Aktes zieht es ihn (ebenso wie Arianna) wieder hinab, weil Vitaliano seine Frau gefangen nimmt. Leocasta wird von Giustino vor dem Tod gerettet und verliebt sich allmählich in ihn. Giustino steht unter dem persönlichen Schutz Fortunas, die ihm die ganze Welt verspricht. Vitaliano beginnt, auf ihrem Rad zu steigen, weil er die Schlacht gewonnen und die heiß begehrte Frau gefangen hat. Lediglich Amanzio hält sich, seine Stunde erwartend, außerhalb des drehenden Rades auf.
Der zweite Akt bringt neue Wendungen der Geschicke. Giustino rettet Arianna und bringt sie wieder zu Anastasio; Vitaliano wandert ins Gefängnis; Giustino wird zum Günstling des Kaisers. Und weiter dreht sich das Rad im dritten Akt: Vitaliano gelingt die Flucht – Giustino wird verurteilt; Amanzio ergreift die Macht und setzt Leocasta, Arianna und Anastasio gefangen. Das Bündnis zwischen Vitaliano und Giustino bringt das Rad erneut in Schwung; Amanzio verliert sein Leben. Am Schluss der Oper befinden sich alle Hauptpersonen hoch oben auf dem Rad, und der Chor verkündet den Sieg über das Unheil.
Die Tenorrolle des Vitaliano ist die eines gequälten Mannes. Sein erster wuchtiger, von Blechbläsern begleiteter Auftritt im ersten Akt zeigt die soldatische Seite seiner Person. Er wird zum Grobian, wenn die in seiner Gewalt befindliche Arianna sich ihm verweigert. Musikalisch am besten ist er jedoch – in einer eher masochistischen Gemütsverfassung – als Ariannas Gefangener. Sein Gefolgsmann Polidarte singt im zweiten Akt eine kraftvolle Arie, hat jedoch ansonsten wenig zu tun. Amanzios Stücke sind fröhlicher Natur, unter ihnen ein Triumphlied anlässlich der Besteigung des Throns für eine der kürzesten Regierungszeiten der Operngeschichte. Der rhythmische Schwung seiner Musik lässt an Fortunas Rad denken. In der Musik für Leocasta werden eher Betrachtungen über den Inhalt der Oper als über ihren eigenen seelischen Zustand angestellt. In Nacque al bosco gibt sie eine Zusammenfassung der zukünftigen Lebensaufgaben von Giustino, während Sventurata navicella (Nr. 24) aus einem Kommentar über ihre eigene Unsicherheit und die Gefährdung anderer besteht. Eine persönlichere – wenn auch etwas temperamentlose – Seite ihres Wesens kommt nur in ihrer Arie Augelletti, garruletti (Nr. 34) zum Vorschein.
Anastasio singt seine erste herrliche Arie bei seinem Auszug in den Krieg, eine weitere Arie voll feurigen Zorns Di Re sdegnato l’ira tremenda (Nr. 32) im letzten Akt. Demgegenüber vermittelt die schwermütige Schönheit seines Stückes O fiero e rio sospetto (Nr. 28) das Bild eines von Sorgen zermürbten Regenten. Der Titelheld Giustino zeigt im dritten Akt mit seiner von Verleumdung handelnden Arie Zeffiretto, che scorre nel prato (Nr. 31) eine empfindsame Seite seines Wesens, während er in allen übrigen „glorreichen“ Stücken, besonders in der Horn-Arie Allor ch'io forte (Nr. 13) seine draufgängerische Art hervorkehrt. Die Rolle der Arianna komponierte Händel für Anna Maria Strada del Pó, die für ihn u. a. schon die Alcina und die Ginevra im Ariodante verkörpert hatte. Arianna gebieterische Haltung wird bei ihrem Widerstand gegen Vitaliano deutlich, ganz besonders in der Arie Quel torrente che s’innalza (Nr. 27). In ihren Klagegesängen – sowohl während der Gefangenschaft als auch später in ihrem Schmerz über die Eifersucht ihres Mannes – kommt dagegen die verletzliche, liebevolle Seele dieser Königin zum Ausdruck. Sie ist das eigentliche Ebenbild des Giustino und passt zu ihm vielleicht besser als zu ihrem verzweifelten Ehemann. Händel reicherte das Werk außerdem mit prachtvollen Chören an – ganz zu schweigen von der musikalischen Darstellung eines Bären und eines Seeungeheuers!
Manche behaupten, der Komponist Johann Friedrich Lampe habe sich in seiner Farce The Dragon of Wantley (1737) über diese reißerischen Bühnenungeheuer lustig gemacht; in Lampes Werk wird übrigens der wortgewandte Drache von dem kühnen Moore von Moore Hall erschlagen. Aber Lampe und sein Librettist Henry Carey scheinen neben Anspielungen auf Händels Opern eher seine Oratorien aufs Korn genommen zu haben, besonders die Odenkomposition Das Alexander-Fest. Von Händel wird berichtet, dass er großen Spaß an The Dragon of Wantley hatte. Bestimmt konnte er sich über einen guten Witz freuen; sein Sinn für Humor lugt durch alle Ritzen der turbulenten Handlung des Giustino, in dem wir einen höchst phantasievollen und erzählfreudigen Händel erleben, der seine Opernfiguren mit Vergnügen und Anteilnahme betrachtet.

## Struktur der Oper
Ouverture. – Allegro. (2 Ob, Str, BC)

### Erster Akt
| Scena I    | Recitativo. Arianna Tema il nemico                                                     |
|            | 1. Coro. (2 Ob, 2 Trp, Str, BC) Viva Augusto! eterno impero                            |
|            | Recitativo. Amanzio, Anastasio Ah, mio sovrano Augusto!                                |
| Scena II   | Recitativo. Polidarte, Arianna, Anastasio Vitaliano, il di cui nome vola               |
|            | 2. Aria. Anastasio (2 Ob, Str, BC) Un vostro sguardo, o luci arciere                   |
| Scena III  | Recitativo. Arianna Arianna, che pensi?                                                |
|            | 3. Aria. Arianna (2 Ob, Str, BC) Da’ tuoi begl’occhi impara, labbro vezzoso            |
| Scena IV   | 4. Aria. Giustino (3 BlFl, 2 Ob, 2 Hr, Str, BC) Pùo ben nascer tra li boschi           |
|            | Recitativo. Giustino Ah, perchè non poss’io cangiar l’aratro                           |
|            | 5. Aria. Giustino (Str, BC) Bel ristoro de’ mortali                                    |
| Scena V    | 6. Arioso. Fortuna (2 Ob, Str, BC) Corri, vola, a’tuoi trofei prestan plausi           |
|            | 7. Recitativo accompagnato. Fortuna Giustin, lascia i riposi                           |
|            | 8. Coro. (2 Ob, Str, BC) Corri, vola, a’tuoi trofei prestan plausi                     |
|            | 9. Recitativo accompagnato. Giustino Chi mi chiama alla gloria?                        |
|            | 10. Aria. Giustino (2 Ob, Str, BC) Se parla nel mio cor, in trepido valor              |
| Scena VI   | Recitativo. Leocasta, Giustino Cieli! Numi, soccorso!                                  |
|            | 11a. Aria. Leocasta (2 Ob, 2 Vl, Bc) Naque al bosco, naque al prato                    |
| Scena VII  | Recitativo. Arianna, Amanzio Amanzio! Alta Regnante!                                   |
|            | 12. Aria. Amanzio (2 Vl, BC) È virtute in sin la frode per il prode                    |
| Scena VIII | Recitativo. Anastasio, Giustino Leggo nel tuo sembiante                                |
|            | 13. Aria. Giustino (2 Ob, 2 Hr, Str, BC) Allor ch’io forte avrò orno di palme in trono |
| Scena IX   | Recitativo. Anastasio Sia fausta ognor la sorte                                        |
|            | 14. Aria. Anastasio (Str, BC) Non si vanti un alma audace                              |
| Scena X    | 15. Arioso. Vitaliano (2 Ob, Trp, Str, BC) All’armi, guerrieri                         |
|            | Recitativo. Polidarte Signor, ti arrise il Fato                                        |
| Scena XI   | Recitativo. Vitaliano, Arianna Amor! Cieli! che miro?                                  |
|            | 16. Aria. Vitaliano (2 Ob, Str, BC) Vanne sì, superba va                               |
| Scena XII  | Recitativo. Polidarte, Arianna, Vitaliano Dunque si poco temi                          |
|            | 17. Aria. Arianna (Str, BC) Mio dolce amato sposo, morir saprò contenta                |

### Zweiter Akt
| Scena I    | 18. Sinfonia. (Str, BC)                                                                              |
|            | Recitativo. Giustino, Anastasio Al dispetto dell’onde                                                |
| Scena II   | Recitativo. Polidarte, Arianna Questa è la cruda spaggia                                             |
|            | 19. Aria. Polidarte (2 Ob, Str, BC) Ritrosa bellezza, o poco s’apprezza                              |
| Scena III  | Recitativo. Arianna, Giustino Numi! che il Ciel reggete                                              |
|            | 20. Arioso. Arianna, 1° Eco, 2° Eco (BC) Per me dunque il Ciel non ha una stilla di pieta?           |
|            | Recitativo. Giustino, Arianna, 1° Eco, 2° Eco Che ascolto? Oh Dei!                                   |
|            | 21. Sinfonia. (2 Ob, Str, BC)                                                                        |
|            | Recitativo. Arianna, Giustino Respiro: e’tutto deggio                                                |
| Scena IV   | Recitativo. Anastasio, Arianna Traveggo? Sogno? oh Dei!                                              |
|            | 22. Duetto. Arianna, Anastasio (2 Vl, BC) Mio bel tesoro! caro mio bene / Mia dolce spene!           |
|            | Recitativo. Anastasio, Giustino, Arianna Mi quale orrido mostro                                      |
| Scena V    | Recitativo. Amanzio, Anastasio, Arianna, Giustino Signor! Qual fausta sorte ti guida in questo lido? |
|            | 23. Coro (2 Ob, 2 Hr, Str, BC) Per voi soave e bella ogn’aura scherzi in mar                         |
| Scena VI   | Recitativo. Vitaliano Troppo fosti, o mio core                                                       |
| Scena VII  | Recitativo. Leocasta Ah! quai crudeli pene                                                           |
|            | 24. Aria. Leocasta (2 Vl, BC) Sventurata navicella                                                   |
| Scena VIII | 25. Arioso. Anastasio (2 Ob, Str, BC) Verdi lauri, cingetemi il crine                                |
|            | Recitativo. Giustino, Vitaliano, Anastasio, Amanzio Vieni, barbaro, altero                           |
|            | 26. Aria. Giustino (2 Ob, Str, BC) Sull’altar di questo Nume si vedranno mille rai                   |
| Scena IX   | Recitativo. Arianna, Vitaliano Già il valor di Giustino ha vinto, e domo                             |
|            | 27. Aria. Arianna (2 Ob, Str, BC) Quel torrente che s’innalza                                        |
| Scena X    | Recitativo. Amanzio, Anastasio Signor, a’tuoi trionfi                                                |
|            | 28. Aria. Anastasio (Str, BC) O fiero e rio sospetto, taci per poco ancora                           |

### Dritter Akt
| Scena I    | 29. Sinfonia. (2 Ob, Str, BC)                                                                        |
|            | Recitativo. Vitaliano Amici, tutto devo                                                              |
|            | 30. Aria. Vitaliano (Str, BC) Il piacer dello vendetta già mi chiama                                 |
| Scena II   | Recitativo. Arianna, Giustino, Amanzio Generoso Giustino, oh! quanto ammiro                          |
|            | 31. Aria. Giustino (2 Ob, Str, BC) Zeffiretto, che scorre nel prato                                  |
| Scena III  | Recitativo. Anastasio, Amanzio, Giustino, Arianna, Leocasta E fia ver, che infedele                  |
|            | 32. Aria. Anastasio (2 Vl, BC) Di Re sdegnato l’ira tremenda                                         |
| Scena IV   | Recitativo. Arianna, Leocasta Quale infernal veleno                                                  |
|            | 33. Aria. Arianna (Str, BC) Il mio cor già più non sa raffrenar sospiri e affanni                    |
| Scena V    | Recitativo. Leocasta Giustino, anima mia!                                                            |
|            | 34. Aria. Leocasta (2 Vl, BC) Augelletti garruletti                                                  |
| Scena VI   | Recitativo. Amanzio Riusci il bel disegno                                                            |
|            | 35. Aria. Amanzio (2 Vl, BC) Dall’occaso in oriente ogni gente                                       |
| Scena VII  | 36. Recitativo accompagnato. Giustino Fortuna! M’hai tradita!                                        |
|            | Recitativo. Vitaliano Prima che splenda in oriente il sole                                           |
|            | 37. Recitativo accompagnato. Voce di dentro al sepolcro Trattien l’acciar! Contro il fraterno sangue |
|            | Recitativo. Vitaliano, Giustino Qual voce ascolto?                                                   |
|            | 38. Aria. Giustino (2 Vl, BC) Sollevar il mondo oppresso                                             |
| Scena VIII | 39. Arioso. Amanzio (2 Vl, BC) Or che cinto ho il crin d’alloro                                      |
|            | Recitativo. Anastasio, Amanzio E dove mi traete                                                      |
| Scena IX   | 40. Sinfonia (2 Ob, 2 Trp, Str, BC)                                                                  |
|            | Recitativo. Amanzio, Voce di dentro, Arianna, Anastasio, Leocasta Qual marzial fragor d’onde deriva? |
|            | Recitativo. Giustino, Arianna, Anastasio Olà? Renditi a me! Fra duri lacci                           |
|            | 41. Aria. Arianna (2 Vl, BC) Ti rendo questo cor, che ti serbo l’amor                                |
|            | Recitativo. Giustino, Anastasio, Vitaliano Signor, se vile intercessor non sono                      |
|            | 42. Coro. (BlFl, 2 Ob, Str, BC) In braccio a te la calma del cor                                     |

## Orchester
Zwei Blockflöten, Bassblockflöte, zwei Oboen, Fagott, zwei Hörner, zwei Trompeten, Streicher, Basso continuo (Violoncello, Laute, Cembalo).

## Diskografie
- Dreamlife DLVC 1063 (1985/2001): Jochen Kowalski (Giustino), Michael Rabsilber (Anastasio), Dagmar Schellenberger (Arianna), Violetta Madjarova (Leocasta), Bernd Grabowski (Amanzio), Günter Neumann (Vitaliano), Hans-Martin Nau (Polidarte), Barbara Sternberger (Fortuna)
 Orchester der Komischen Oper; Dir. Hartmut Haenchen (DVD, deutsch, 120 min); Regie Harry Kupfer (Bühne) und Annelies Thomas (DVD)
- Harmonia Mundi France 907130-32 (1994): Michael Chance (Giustino), Dawn Kotoski (Anastasio), Dorothea Röschmann (Arianna), Jennifer Lane (Leocasta), Drew Minter (Amanzio), Mark Padmore (Vitaliano), Dean Ely (Polidarte), Juliana Gondek (Fortuna)
 Freiburger Barockorchester; Dir. Nicholas McGegan (173 min)